# Scotch Fez
Scotch Fez, född 1943 i USA, var en amerikansk varmblodig travhäst. Han tränades och kördes av Sören Nordin, verksam vid Solvalla i Stockholm.
Scotch Fez tävlade under 1940-talet. Han sprang in 116 975 kronor på 52 starter varav 25 segrar, 12 andraplatser och 11 tredjeplatser. Han tog karriärens största seger när han den 22 januari 1950 segrade i världens största travlopp Prix d'Amérique på Vincennesbanan i Paris. Han vann loppet på dåvarande nytt löpningsrekord 1.22,8 (tidigare rekordet var 1.23,7 från 1945). Han blev den första svensktränade hästen genom tiderna att vinna loppet. Totalt har endast sju svensktränade hästar vunnit det prestigefyllda loppet (åren 1950, 1973, 1993, 1995, 2006, 2014 och 2018).
Scotch Fez såldes till Holland 1960.